# Gaio Caninio Rebilo
Gaio Caninio Rebilo, membro della gens plebea dei Canini (fl. I secolo a.C.), è stato un militare e politico romano che divenne console suffetto nel 45 a.C.

## Biografia
Rebilo servì come legato di Gaio Giulio Cesare in Gallia nel 52 e nel 51 a.C. Allo scoppio della guerra civile, Rebilo marciò insieme a Cesare in Italia e andò per ordine del comandante a negoziare con Pompeo, anche se la missione fallì (marzo del 49 a.C.). Sempre nel 49 a.C. fu mandato da Cesare come legato di Gaio Scribonio Curione. Nel 46 a.C. servì sotto Cesare nella battaglia di Tapso e l'anno successivo in Spagna a Munda.
Nell'ultimo giorno di dicembre del 45 a.C., il console Quinto Fabio Massimo morì all'improvviso e Cesare fece Caninio Rebilo console suffetto per le ultime ore di quell'anno. La cosa destò scandalo tra i conservatori perché non ci sarebbe stato alcun bisogno di nominare un console sostitutivo per quel poco tempo, ma Cesare colse la palla al balzo per conferire la dignità consolare a un suo seguace per "premiarlo", dimostrando quanto poco tenesse in considerazione oramai il consolato, quella che era stata la più alta carica della repubblica. Cicerone, ad esempio, ironizzò dicendo che ‘durante il consolato di Caninio [...] nessuno ebbe il tempo di fare colazione’, che però ‘durante il suo consolato non fu commesso alcun male’, e che Caninio fu ‘talmente vigile che per tutto il suo consolato non dormì mai’.